# Janusz Łomotowski
Janusz Łomotowski (ur. 23 grudnia 1953 we Wrocławiu) – polski inżynier, profesor nauk technicznych, profesor zwyczajny Uniwersytetu Przyrodniczego we Wrocławiu.

## Życiorys
Absolwent Technikum Chemicznego im. prof. Edwarda Suchardy we Wrocławiu. W 1978 ukończył studia na Wydziale Inżynierii Sanitarnej Politechniki Wrocławskiej. Doktoryzował się w 1981 na uczelni macierzystej w oparciu o pracę pt. Zmiany jakościowe wody podczas infiltracji. Stopień doktora habilitowanego uzyskał w 1994 na PWr na podstawie rozprawy zatytułowanej Infiltracja jako proces w technologii wody. Tytuł naukowy profesora nauk technicznych otrzymał 7 października 2010.
Od 1979 związany z Akademią Rolniczą we Wrocławiu. Na powstałym w jej miejscu Uniwersytecie Przyrodniczym objął stanowisko profesora zwyczajnego. We wrocławskiej uczelni pełnił obowiązki dyrektora Instytutu Budownictwa i Architektury Krajobrazu (od 1998). Zatrudniony był również (od 2000) na Politechnice Świętokrzyskiej.
W latach 1983–1993 zatrudniony był w Biurze Projektów Budownictwa Komunalnego we Wrocławiu, Przedsiębiorstwie Zaopatrzenia Rolnictwa w Wodę WODROL we Wrocławiu z siedzibą w Kiełczowie oraz Zakładzie Projektowania STEFPOL we Wrocławiu. Brał udział w projektowaniu i realizowaniu zakładu uzdatniania wody w Legnicy-Przybkowie oraz rozbudowie wodociągu Sulejów–Łódź. Specjalizuje się w zagadnieniach związanych z wodociągami i kanalizacją.
Był członkiem Komitetu Techniki Rolniczej Polskiej Akademii Nauk.
Odznaczony m.in. Srebrnym i Brązowym Krzyżem Zasługi. Nagrodzony również Honorową Nagrodą – Statuetką Wydziału Inżynierii Środowiska, Geomatyki i Energetyki Politechniki Świętokrzyskiej (2013).